# Heptarquia

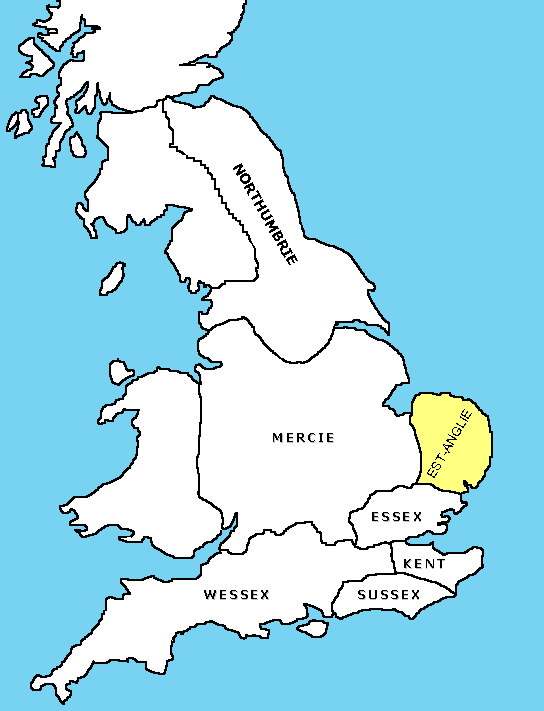
Heptarquia anglo-saxônica, a área destacada corresponde ao reino da Ânglia Oriental

A Heptarquia (do grego επτά hepta, "sete", e αρχία arkhía, "poder, autoridade") é o nome conferido ao período da História da Inglaterra que vai da conquista, pelos anglo-saxões, da porção meridional da ilha da Grã-Bretanha, que estes chamavam de Angleland (daí England, o termo inglês para Inglaterra), até o momento em que os vikings começaram as incursões na ilha.
Em geral, considera-se que este período histórico se estende de 500 a 850 d.C..
O termo "heptarquia" refere-se à existência de sete reinos que vieram a fundir-se para formar o Reino da Inglaterra durante o início do século X. Foi cunhado no século XII, pelo historiador inglês Henrique de Huntingdon, e é costumeiramente empregado desde o século XVI. O termo é considerado impreciso hoje em dia, pois havia na verdade mais de sete reinos naquele período histórico, e alguns Estados da época, menos conhecidos e com categoria inferior a reino, tiveram papel tão ou mais importante que o de alguns integrantes da heptarquia.

## Estados da Heptarquia
- Anglo-Saxônia Meridional (Sussex em inglês)
- Anglo-Saxônia Ocidental (Wessex em inglês)
- Anglo-Saxônia Oriental (Essex em inglês)
- Kent
- Mércia (Mercia em inglês)
- Ânglia Oriental (East Anglia em inglês)
- Nortúmbria (Northumbria em inglês)